# 三月は深き紅の淵を
『三月は深き紅の淵を』（さんがつはふかきくれないのふちを）は、1997年7月に講談社より刊行された恩田陸の小説である。2001年7月には同社より文庫版が刊行された。

## ストーリー
『三月は深き紅の淵を』は四章構成からなる小説である。
『三月は深き紅の淵を』という小説に関する物語であることのみが共通しているが、各章は相互に関連がなく、ミステリ、紀行小説、学園小説、小説の構想、とジャンルも形式も多彩である。
本作の四章とは『第一章 待っている人々』『第二章 出雲夜想曲』『第三章 虹と雲と鳥と』『第四章 回転木馬』である。
これに対して、作中に登場する架空の小説『三月は深き紅の淵を』は『第一章 黒と茶の幻想』『第二章 冬の湖』『第三章 アイネ・クライネ・ナハトムジーク』『第四章 鳩笛』の四章からなる。

## 他の作品との関連
- 第四章『回転木馬』で断片的に書かれるストーリーには水野理瀬、憂理など、本作の後に書かれた恩田陸の長編小説『麦の海に沈む果実』と同名の登場人物が数多く登場し、理瀬の入学、碁石のゲーム、薔薇園の事件など類似の場面も多く書かれている。なお、作中小説の『アイネ・クライネ・ナハトムジーク』にも、同作の登場人物である聖や黎二などが登場するという言及がある。
- 作中小説『黒と茶の幻想』は四人の壮年の男女が屋久島と思われる島を訪れて謎について語り合う物語で、長編『黒と茶の幻想』と概要が同じである。また、本作は小説家が「黒と茶の幻想」という小説(内容は｢麦の海に沈む果実｣に似ている)を書き出す部分で終わっている。
- 巻頭にロアルド・ダール作、田村隆一訳の『チョコレート工場の秘密』の一部が引用されている。また、作中に「チョコレート工場の秘密」の導入部分の粗筋が書かれている部分がある。